# Nampé
Nampé est une commune rurale du Mali de l'arrondissement central de Koutiala, dans le cercle de Koutiala et la région de Koutiala. Elle a pour chef-lieu la localité de Baramba.

## Villages
La commune s'étend sur 4 localités relevées lors du recensement général de 2009. 
Les villages les plus peuplés sont :
- Baramba (1 964 habitants)
- Fandiela (1 689 habitants)
- N'Golokouna (660 habitants)

En 2023, la loi 2023-007 attribue à la commune 4 villages, fractions ou quartiers  :
- Baramba
- Fandiela
- N'Golokouna
- Kesso